# 8698 Bertilpettersson
8698 Bertilpettersson är en asteroid i huvudbältet som upptäcktes den 19 mars 1993 i samband med det svenska projektet UESAC. Den fick den preliminära beteckningen 1993 FT41 och  namngavs senare efter en av medarbetarna vid Uppsalaobservatoriet, Bertil Pettersson, som specialiserat sig på T Tauri-stjärnor och Herbig-Haro-objekt.
Den tillhör asteroidgruppen Koronis.
Bertilpetterssons senaste periheliepassage skedde den 29 november 2020.